# 上杉房顕
上杉 房顕（うえすぎ ふさあき）は、室町時代中期の武将・守護大名。関東管領。山内上杉家10代当主。

## 略歴
永享7年（1435年）、上杉憲実の次男として誕生。永享の乱と結城合戦に勝利した父・憲実は房顕以外の子供を全て出家させた。房顕はしばらく従兄で越後国守護・上杉房朝の下に留め置かれたが文安元年（1444年）に父から越後と丹波国の所領を与えられ、上洛して8代将軍・足利義政の近臣として仕えた。
享徳3年12月27日（1455年1月15日）、兄・憲忠が5代鎌倉公方・足利成氏によって暗殺されると、その弟に当たるという経緯などから享徳4年（1455年）3月に新たな関東管領に任命され、成氏征討軍の大将として関東へ下向して同年4月頃に上野国平井城へ入った（享徳の乱）。
それ以降は鎌倉から古河へと拠点を変えた成氏と何度も交戦したが、長禄3年（1459年）には武蔵国での太田庄の戦いで成氏軍の前に大敗を喫した。寛正4年（1463年）には、房顕の右腕であった山内上杉家の家宰・長尾景仲が病没し、房顕は関東管領からの辞意を表明したが、幕府に拒絶された。寛正7年（1466年）、五十子にて陣没した。享年32。関東管領は従甥の顕定が継いだ。
房顕の度重なる敗退は、関東管領家の衰退にもつながったのである。